# Impianto zigomatico

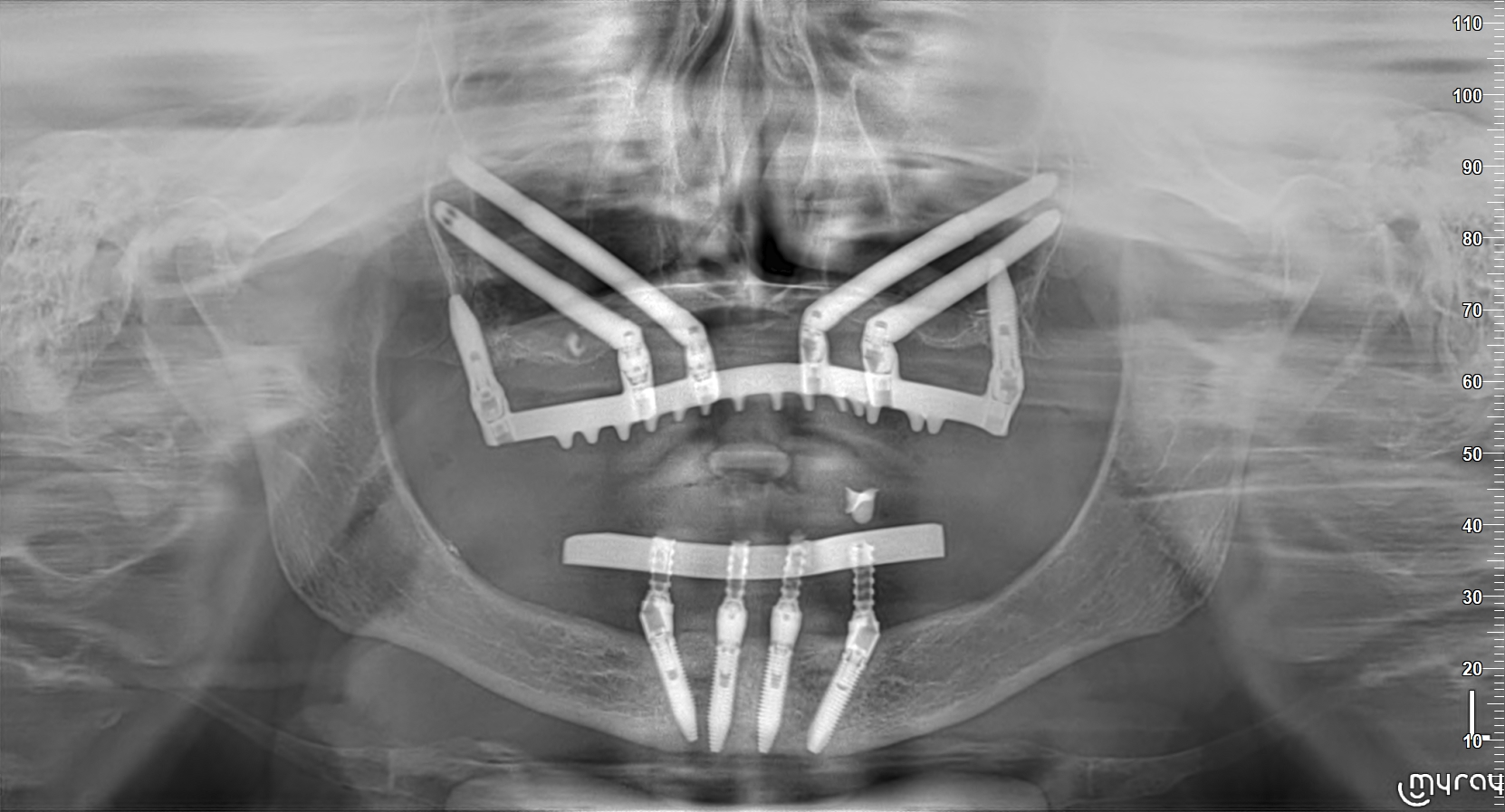
Panoramica di un intervento di riabilitazione bimascellare.

L'impianto zigomatico è un particolare tipo di impianto dentale impiegato nella riabilitazione del cavo orale affetto da edentulia totale con gravi atrofie ossee dei mascellari. Gli impianti zigomatici sono impianti in titanio che vengono inseriti nell'osso zigomatico del mascellare, particolarmente indicato per l'osteointegrazione degli impianti dentali poiché non è soggetto alle conseguenze negative dell'età, delle patologie del cavo orale o della mancanza di denti.
La loro misura varia dai 35 mm ai 52,5 mm.
Il ricorso a questa tecnica implanto-protesica è una valida alternativa alla ricostruzione ossea dei mascellari tramite innesto osseo con prelievo intra ed extra orale.
A differenza dell'innesto d'osso, infatti, la probabilità di successo è molto elevata, oscillando tra il 98 e il 100%. Un ulteriore aspetto positivo di grande rilevanza per il paziente è il ridotto disagio in fase post-operatoria.
Esistono due modalità di esecuzione quando si programma una riabilitazione con impianti zigomatici:
- La tecnica HYBRID prevede l'inserimento di un impianto zigomatico per quadrante e 2 o 4 impianti standard nel settore anteriore;
- La tecnica QUAD è indicata quando non è possibile inserire impianti convenzionali nel mascellare perché completamente atrofico. In questo caso si inseriscono 2 impianti zigomatici per quadrante.[1]

Su questa tipologia di impianti è possibile realizzare un carico protesico immediato avvitando una protesi provvisoria fissa nell'arco di 24 ore.
La classificazione ZAGA, teorizzata da C. Aparicio nel 2013, è risultata essere, fino ad oggi, l’unico protocollo operativo di riferimento per la chirurgia implantare zigomatica. Le cinque classificazioni descritte (Zaga 0,1,2,3,4) sono fondate essenzialmente su due punti di repere: processo alveolare residuo e osso zigomatico. Il concetto fondante della procedura ZAGA è che l’anatomia guida la chirurgia.
Il protocollo ZAPA (Zygomatic Anatomycal Prosthetical Approach), teorizzato da Cesare Paoleschi, introduce un approccio anatomico-protesico fondato su due diverse considerazioni: la prima anatomico-chirurgica, la seconda puramente di guida protesica alla chirurgia. È proprio la progettazione protesica la novità e il fulcro della tecnica ZAPA. Infatti, il processo alveolare non sarà più il punto di repere - così come indicato in ZAGA - ma questo potrà essere modificato al fine di affossare l’impianto e, se consentito dagli spessori ossei presenti, non sporgere dal tessuto osseo presente.
L’obbiettivo della tecnica ZAPA è la pianificazione degli interventi in funzione della protesi, dove la chirurgia ha come finalità l’uscita del moncone angolato MUA in posizione ideale, cioè al centro del futuro elemento dentario o in una posizione adeguata all’interno del profilo palatino della protesi Toronto ideale.
Per la riabilitazione dell'arcata superiore affetta da grave forma di atrofia spesso si usano anche gli impianti pterigoidei che vengono inseriti nella regione della tuberosità mascellare dietro i molari superiori raggiungendo le lamine ossee dello sfenoide (molto resistenti e che danno stabilità all'impianto).

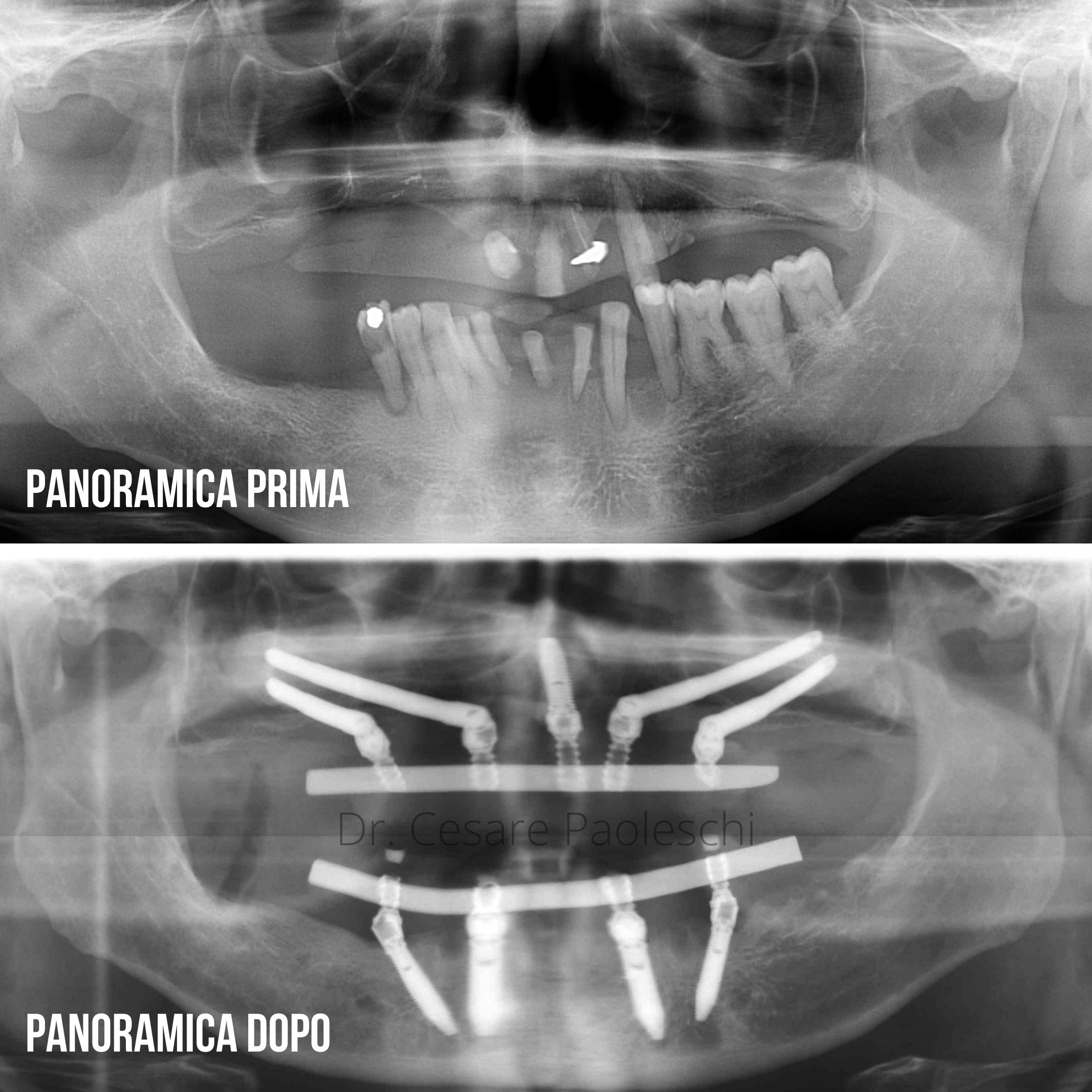
Panoramica pre e post operatoria di riabilitazione grave atrofia mascellare mediante tecnica degli impianti zigomatici.